# Jos Weiß
Jos Weiß (* um 1480 in Reutlingen; † 11. August 1542 in Eschenbach bei Ansbach) war seit 1530 mehrfach regierender Bürgermeister der Stadt Reutlingen. Er unterzeichnete 1530 die Augsburger Konfession und vertrat Reutlingen 14 Jahre lang auf den Reichs- und Bundestagen.

## Leben und Wirken
Jos Weiß wurde als Sohn des Schultheiß Hans Weiß geboren. Von Beruf wurde er Bäcker und hatte daneben einigen Acker- und Weinbergbesitz, so dass er auch Weinhandel betrieb und der Zunft der Weingärtner angehörte. Seine Frau Anna Sinsse stammte aus einer Gerberfamilie. Von 1520 an war er im Rat der Stadt tätig (Spenden-Pfleger) und wurde 1527 zum ersten Mal in das Stadtregiment als Bürgermeister gewählt, ein Amt, das er in dreijährigem Turnus bis zu seinem Tode ununterbrochen ausübte. Die Reichsstadt Reutlingen hatte zu jener Zeit gleichzeitig drei Bürgermeister, von denen einer als regierender Amts-Bürgermeister fungierte.
Weiß war ein besonders geschickter Mensch und Politiker, der in den kritischen Jahren der Reformation Glaubensstärke für die evangelische Sache mit einer nüchternen Abschätzung der politischen Möglichkeiten verband. Es bestand eine einträchtige Zusammenarbeit mit dem Reformator Matthäus Alber. Als Jos Weiß auf dem Augsburger Reichstag 1530 als Vertreter Reutlingens seine Unterschrift unter die „Confessio Augustana“, das Glaubensbekenntnis der evangelischen Fürsten und Reichsstädte, setzte, wagte das außerdem nur noch die Stadt Nürnberg.
Jos Weiß starb am 11. August 1542 auf einer Reise zum Nürnberger Reichstag 1542.
Nach ihm wurde die Jos-Weiß-Schule in Reutlingen benannt, ebenso die Jos-Weiß-Straße.